# 나카촌 (오사카부)
나카촌(일본어: 中村)은 일본 오사카부 미나미카와치군에 설치되었던 촌이다. 현재의 가난정 남서단에 해당한다.